# مرگ‌نشان اوسامبارا
مرگ‌نشان اوسامبارا (نام علمی: Sheppardia montana) نام یک گونه از سرده مرگ‌نشان است.